# 초대 (드라마)
《초대》는 KBS 2TV에서 1999년 9월 20일부터 1999년 11월 16일까지 방영된 월화 미니시리즈이다.
이 드라마는 직업을 가진 여성들의 성과 결혼의식을 조명해 본다는 기획의도였지만, 결과적으로 두 여자가 한 남자를 사이에 두고 벌이는 치정극을 아름답게 포장한 것으로 변질되었다는 비난을 받았다.

## 등장 인물

### 주요 인물
- 이영애 : 최영주 역 (아역 정혜영)
- 추상미 : 송사빈 역
- 김민 : 장미연 역
- 이창훈 : 강동석 역
- 김상경 : 황승진 역 (아역 김성민)
- 이민우 : 김현태 역

### 주변 인물
- 김창숙 : 최영주의 어머니 역
- 송재호 : 송사빈의 아버지 역
- 김민정 : 송사빈의 어머니 역
- 반효정 : 강동석의 어머니 역
- 이미경 : 장이경 역 - 호텔 매니저
- 손종범
- 김덕구 : 호텔 직원 역
- 권이지 : 호텔 웨이트리스 역
- 권현영 : 호텔 웨이트리스 역
- 김보경 : 호텔 웨이트리스 역
- 양미경 : 산부인과 의사 역

### 그 외 인물
- 정동환 : 호텔 총지배인 역
- 김규철 : 송사빈의 선배 의사 역
- 이원발 : 호텔 매니저 역
- 이용태
- 지진희
- 장영주
- 김인문
- 김영애
- 김형자
- 김현균
- 박칠용
- 박현숙
- 박지영
- 이동주
- 이배국
- 이승우
- 이은주
- 오유나
- 유소영
- 손민우
- 신귀식
- 강경헌
- 신소미
- 구자미 : 정선희 역
- 강우경 : 한수진 역
- 강성진
- 강양화
- 이칸희
- 조재훈
- 조경환
- 정재순
- 윤미라
- 음정희
- 정혜선 : 민 여사 역
- 이두일 : 호텔 주방장 역
- 최재형
- 하다솜
- 홍요섭

### 특별 출연
- 이나영 : 호텔 광고모델 역 (3회)
- 송종호 : 호텔 광고모델 역 (3회)

### 제작사
- 기획 : KBS
- 제작 : KBS

## 수상
- 1999년 KBS 연기대상 중편드라마 부문 여자 인기상 이영애
- 1999년 KBS 연기대상 중편드라마 부문 남자 우수상 이창훈
- 1999년 KBS 연기대상 조연상 추상미

## 참고 사항
- 당초 〈사랑은 아름다워〉란 제목으로 연출은 김명욱 PD가 맡고 최영주 역에 김윤진이 낙점됐으나,[2] 김윤진이 KBS 2TV 주말극 《유정》에 캐스팅되고[3] 주요 배우들마저 섭외에 문제가 발생되자 《1999 전설의 고향》을 대체 편성했다.
- 그 후 윤석호가 연출을 맡으면서 제목도 변경되었고 <99 전설의 고향> 후속으로 1999년 8월 9일 첫 방영될 예정이었는데 여주인공 최영주는 이승연, 황승진은 윤태영, 강동석은 지진희, 송사빈은 추상미, 김현태는 이민우, 장미연은 김민이 낙점됐다[4]
- 하지만, 방송사 노조 파업과 집중 호우 탓인지 촬영을 제대로 못 하게 되어 1999년 8월 16일 첫 회가 나가는 듯 했으나[5] 이승연 문제 탓인지 그녀의 출연 계획을 취소시켰고[6] 이승연 자리에는 이영애, 김호진 자리에는 이민우, 김선아 자리에는 김민가 들어갔다. 그리고 이제니 자리에는 김보경이 들어갔다.
- 이 과정에서 1999년 9월 20일로 첫 회가 변경됐고 미국 유학시절 라크로스 연습경기 도중 입은 턱뼈부상 후유증으로 중도하차한 윤태영 자리에는 김상경이 대타로 들어갔으며 이와 더불어 김호진이 개인사정으로 고사하면서 빠진 김현태 역은 이민우가 대신했고[7] 김호진의 하차와 함께 빠진 김선아 자리에는 김민이 대타로 들어갔으며 이 과정에서 제작진은 새롭게 분위기를 일신하기 위해 지진희 대신 이창훈을 강동석 역으로 캐스팅했다[8].
- 그러나, 이 과정에서 문제가 생겼는데 이창훈은 <초대>에 앞서 MBC 국희(당시 제목은 '여인의 야망')[9] 캐스팅 제의를 받았으나 약속을 어기고 <초대>에 합류하여 MBC 측으로부터 항의를 받았다.
- 이런 혼란 탓인지 당초의 기획의도는 직업을 가진 여성들의 성과 결혼의식을 조명해본다는 것이었지만 최영주(이영애 분)와 장미연(김민 분)이 황승진(김상경 분)한테 진정 사랑하는 여자를 지목하라고 하는 장면 등의 내용을 다루어 한 남자를 두고 벌인 두 여자의 치정극을 아름답게 포장한 것으로 드라마 전개가 변질되어 비난을 샀으며[10] 그 결과 SBS 맛을 보여드립니다와의 경쟁에서는 이겼으나 MBC 국희와의 경쟁에서 시청률 참패를 당했다.